# Шостье
Шо́стье — село в России, расположено в Касимовском районе Рязанской области. Административный центр Шостьинского сельского поселения.

## Географическое положение
Село Шостье расположено примерно в 23 км к югу от центра города Касимова. Ближайшие населённые пункты — село Токарёво к северу, деревня Сиверка к востоку, деревня Анатольевка к югу и село Куземкино к западу.

## История
Деревня Шостье впервые упоминается в 1627 году в списке с Касимовских писцовых книг, в котором указано, что бортники из неё платили оброк Касимовскому хану Арслану. В деревне на тот момент насчитывалось 10 дворов.
По переписной книге 1683 года в деревне было 20 дворов при численности населения 135 человек. В 1688 году в деревне была построена церковь Николая Чудотворца.
В 1905 году село являлось административным центром Шостьинской волости Касимовского уезда и имело 348 дворов при численности населения 2937 человек.

## Население
| 1859 | 1897  | 1906  | 2010 |
| ---- | ----- | ----- | ---- |
| 2223 | ↘1995 | ↗2937 | ↘404 |

## Транспорт и связь
Село связано с районным центром автомобильной дорогой с регулярным автобусным сообщением.
Село расположено на тупиковой ветви Ушинский — Касимов Московской железной дороги. В селе имеется одноимённая железнодорожная платформа.
В селе Шостье имеется одноименное сельское отделение почтовой связи (индекс 391344).

## Русская православная церковь
В 1999 году в селе Шостье было организовано Патриаршее подворье храма святителя Николая Мирликийского Русской православной церкви. При подворье создан женский Николо-Шостьенский монастырь (сестричество Святителя Николая архиепископа Мирликийского Чудотворца) и пансион-приют для девочек. В соседней деревне Кулово возник мужской скит.

## Известные уроженцы
- Фёдор Фортинский (1848—1902) — ректор Императорского университета Святого Владимира (1890—1902).